# 埃里克·杰·多林
埃里克·杰·多林（1961年12月1日—）是一位美国科普作家和历史学家，毕业于布朗大学、耶鲁大学和麻省理工学院。

## 代表作
- 《美国和中国最初的相遇：航海时代奇异的中美关系史》（When America First Met China: An Exotic History of Tea, Drugs, and Money in the Age of Sail）
- 《皮毛、财富和帝国：美国皮毛交易的史诗》（Fur, Fortune, and Empire: The Epic History of the Fur Trade in America）
- 《利维坦：美国捕鲸史》（Leviathan：The History of Whaling in America）
- 《辉煌信标：美国灯塔史》（Brilliant Beacons: A History of the American Lighthouse）
- 《黑色的旗，蓝色的海：美洲海盗史》（Black Flags, Blue Waters: The Epic History of America's Most Notorious Pirates）
- 《政治的浑水》（Political Waters）